# محطة إرسال

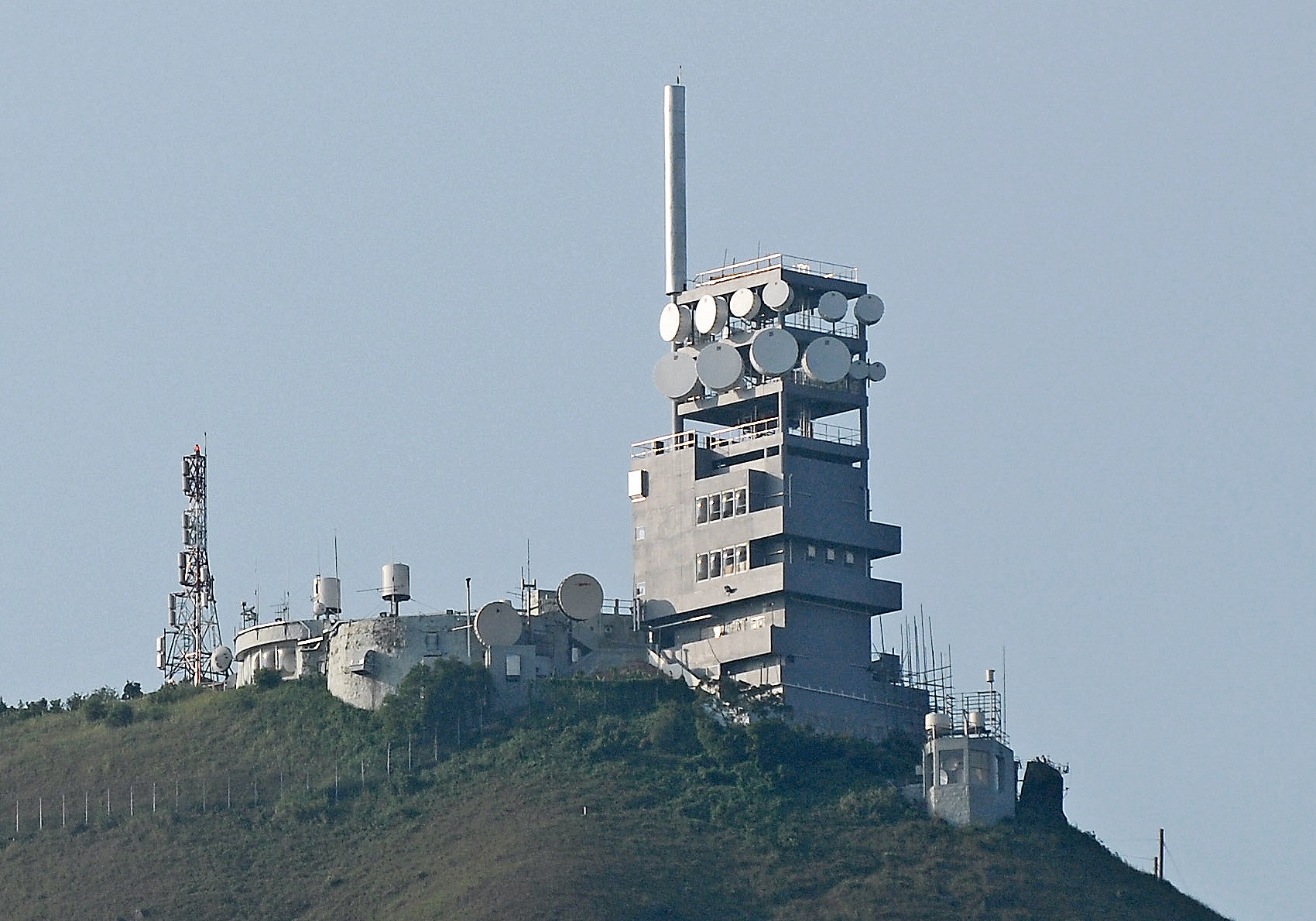
برج محطة إرسال تلفزيونية على جبل تيمبل هيل، في هونغ كونغ.

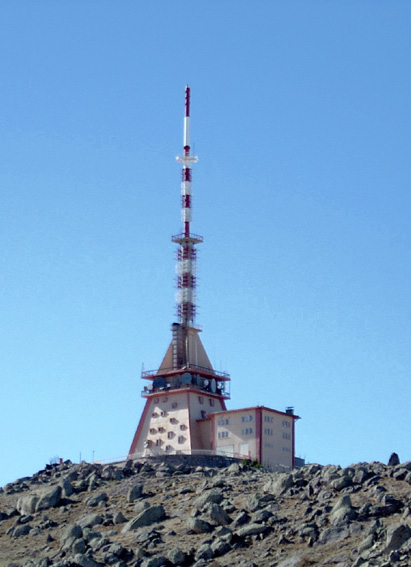
محطة إرسال تلفزيونية في مدينة كارامان التركيا

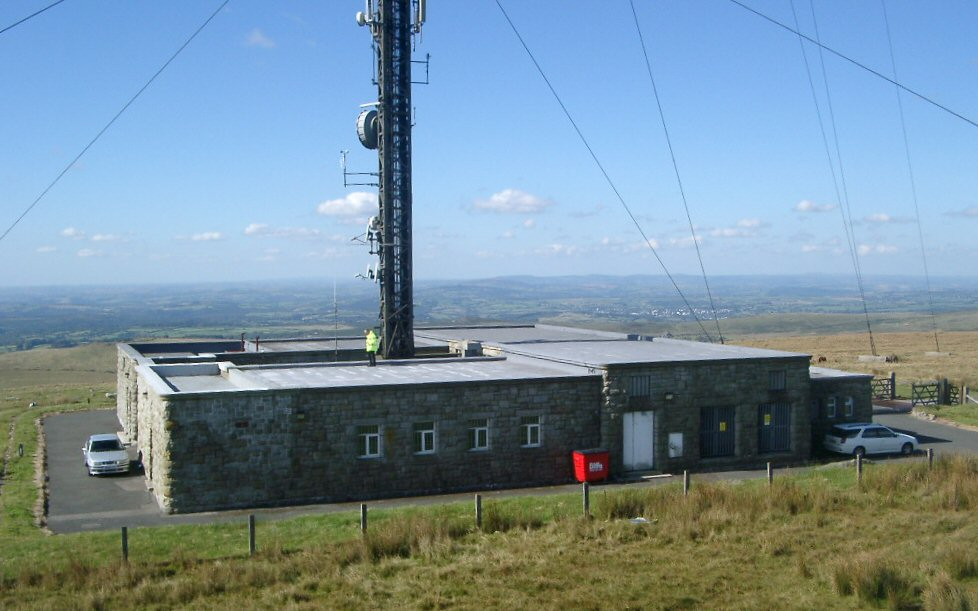
مبنى محطة الإرسال في مقاطع ديفون الإنجلترية

محطة الإرسال أو منشأة الإرسال هي مرفق مخصص لبث الموجات المذياعية، وذلك لأغراض الاتصالات اللاسلكية أو الإذاعية أو الإرسال عبر الموجات الصغرية أو الهواتف المحمولة أو غيرها من الاستخدامات.

## اختيار الموقع
يُختار موقع محطة الإرسال في كثير من الأحيان بما يتناسب مع منطقة التغطية، ولتطبيقات التردّدات العالية, والعالية جدًا, وبما يراعي اعتبارات خط البصر. أمّا في حال التردّدات المنخفضة، فيُفضَّل اختيار موقع يتمتع بموصليّة جيدة للتربة. في حالة سلاسل الإرسال عبر الموجات الصغرية، يجب أن تكون المحطّات في نطاق مرئي لبعضها البعض. تُستخدم برامج حاسوبية لتحليل تضاريس الموقع وجداول بيانية إلى جانب الملاحظات الميدانية لاختيار الموقع الأمثل. كما يُؤخذ في الحسبان تجنّب مصادر الضوضاء الصناعية. من المعايير الإضافية أيضًا الأنظمة الحكومية المتعلقة بالصحة العامة، والتي قد تفرض مسافةً دنيا بين المحطة والمناطق السكنية. تعتمد هذه المسافة على قدرة الإرسال والتردد, فالمحطات منخفضة القدرة يمكن أن تُقام داخل المدن، بينما تُقام المحطات عالية القدرة دائمًا في المناطق الريفية. معظم المحطات (خصوصًا محطات التردّد العالي) تُبنى في مناطق مرتفعة، بحيث تتحقّق كلٌّ من شروط المسافة الدنيا ومعايير خط البصر.

## البنيان وصواري الهوائيات
يمكن بناء محطات الإرسال على هيئة عدة مبانٍ متعددة أو على هيئة مبنى واحد فقط، وفي بعض الحالات لا تتعدّى المحطة كونها حاوية صغيرة.
جميع محطات الإرسال تحتوي على أبراج أو صواري لتركيب الهوائيات. في معظم الحالات يعمل الصار كبنية سلبية لدعم الهوائيات، لكن في المحطات ذات التردد المنخفض (مثل محطات البث الإذاعي بتضمين السعة) يكون الصار نفسه هو عنصر الهوائي الفعّال. في هذه الحالات يُعزل الصار عن الأرض، ويمكن تغطية الأرض تحت الصار بشبكة من الأسلاك أو العناصر المعدنية لتشكيل أرضية عاكسة. كما تحتوي معظم المحطات على تجهيزات لاستقبال إشارات الموجات الصغرية القادمة من مرسل موجات صخرية أو من قمر اتصالات صناعي.
تستخدم معظم المحطات التيار الكهربائي من شبكة الكهرباء العامة، لكنها تمتلك أيضًا مولدات احتياطية أو ألواحًا شمسية للطاقة في حال حدوث انقطاع. إذا كان جهد التيار من الشبكة عرضة للتذبذب، فقد يُستخدم منظم جهد عالي القدرة لضمان استقرار التيار.

## التأريض
كحال جميع المواقع الصناعية، تُأرض مباني محطات الإرسال، والهوائيات، والمولدات، ومعدات الإرسال لضمان السلامة الشخصية من الصدمات الكهربائية. في محطات الإرسال التي تعمل على ترددات تقل عن 30 ميغاهرتز، يكون التأريض الجيد ضروريًا لضمان الأداء السليم، وأحيانًا تُستخدم أنظمة تأريض واسعة النطاق.

## إدارة المحطات
تُدار أجهزة الإرسال من قبل جهات حكومية، سواء كانت مدنية أو عسكرية، أو من قبل القطاع الخاص. كثير من المحطات تعمل من دون طاقم دائم التموضع بالمحطة، فيتم التحكم بالأجهزة عبر معدات تحكم عن بُعد. أما في الحالات التي تتطلب وجود طاقم تشغيل متموضع بالمحطة، فإن العاملين يعملون بنظام الورديات. في بعض الحالات، يتوجب على العمال الإقامة داخل المحطة، فيأخذ توفير الطعام، والرعاية الصحية ضمن اعتبارات إدارة المحطة. بشكل خاص تخضع المحطات الواقعة على ارتفاعات عالية تحت هذه الحالة.

## معدات الإرسال
تُعدُّ معظم أجهزة البث الإذاعي بتضمين السعة معداتٍ عالية القدرة. نظرًا لانخفاض تردّداتها نسبيًا، فلا حاجة لأن توضع في مواقعٍ مرتفعة. يمكن لهذه المحطات أن تبث على موجاتٍ طويلة أو متوسطة أو قصيرة,  وبما أن محطّات الموجة القصيرة مخصَّصة للاتصالات ذات المسافاتٍ البعيدة جدًا عبر انعكاس الإشارات في طبقات الجو، فهي تُستخدم عادةً لخدمات دولية متعددة اللغات، وقد تحتوي المحطة الواحدة على العديد من أجهزة إرسال الموجة القصيرة.
محطات الإرسال التلفزيوني ومحطات البث الإذاعي بتضمين التردد بالإضافة إلى محطات تحويل التردد تُبنى غالبًا على قمم التلال. قد تحتوي المحطة الواحدة منها على العديد من أجهزة الإرسال لكل من التلفاز والإذاعة. في حالات نادرة، يمتلك كل جهاز إرسال نظام هوائي مستقل، ولكن في المحطات التي تستخدم العديد من أجهزة الإرسال، لا يكون ذلك ممكنًا دائمًا، لذا تُدمج مخرجات أجهزة الإرسال التي تبث في نفس نطاق التردد بواسطة جهاز ثنائي الاتجاه (مقسم ترددات) وتُوجه إلى نظام هوائي واحد (مثل موجة التردد العالي 1، موجة التردد العالي 2، موجة التردد العالي 3، وموجة التردد بالغ الارتفاع). إذا اضطر الأمر لاستخدام نظامي هوائيات أو أكثر، يتم تركيب هوائيات التردد الأعلى في مواقع أعلى على صار الهوائي. (قد يكون ترتيب أنظمة الهوائيات في محطة التلفاز والإذاعة بتضمين التردد نموذجية من الأسفل إلى الأعلى: موجة التردد العالي 2، موجة التردد العالي 3، وموجة التردد فوق العالي). كما أن محطات الإرسال عبر الموجات الصخرية عادةً ما تكون في مواقع مرتفعة. رغم أن الارتفاع مرغوب أيضًا في شبكات الاتصالات المحمولة، قد يستخدم المشغلون محطات منخفضة القدرة داخل المدن لخدمة المناطق ذات الكثافة السكانية العالية.

## كتب للقراءة المتعمقة
- اسس الاتصالات اللاسلكية[3]
- الاتصالات الراديوية المتنقلة اسس التصميم[4]
- كيف تعمل تقنيات البث والاتصالات اللاسلكية[5]
- الإرسال اللاسلكي والبث[6]
- المرجع في مبادىء اللاسلكي[7]
- هندسة الاتصالات اللاسلكية الأرضية[8]

## معرض الصور

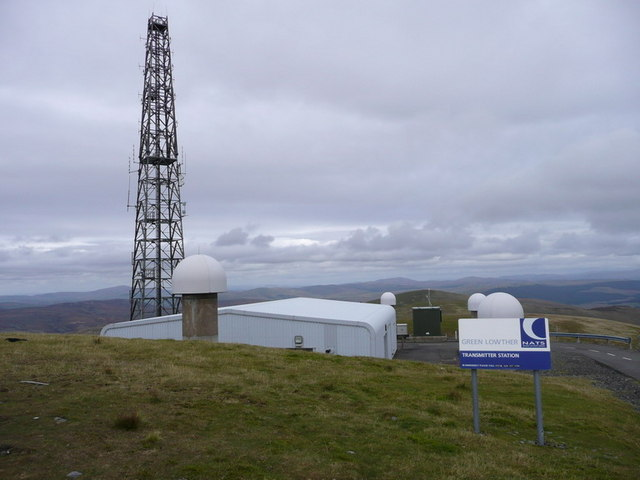
محطة إرسال.

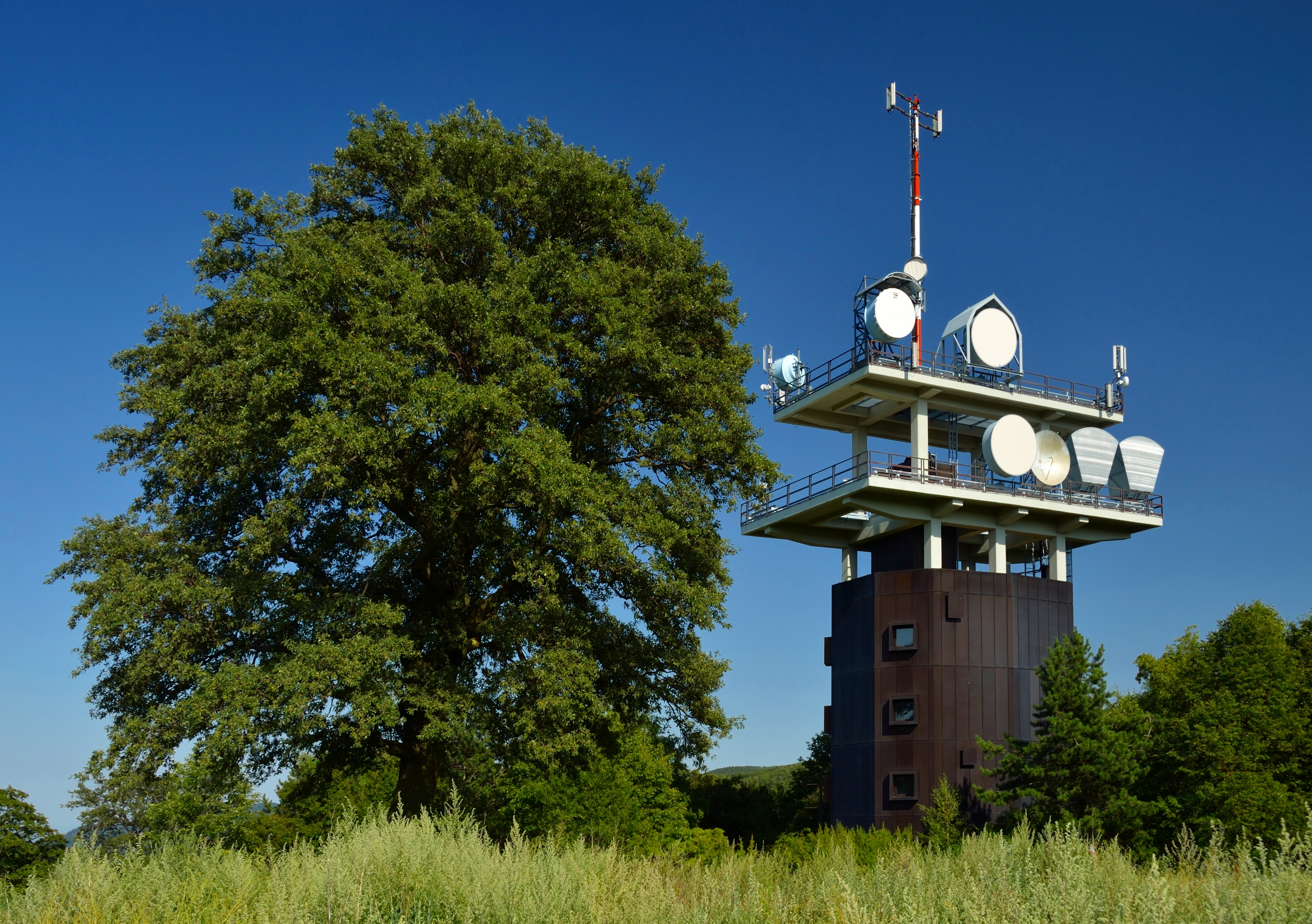
محطة إرسال.

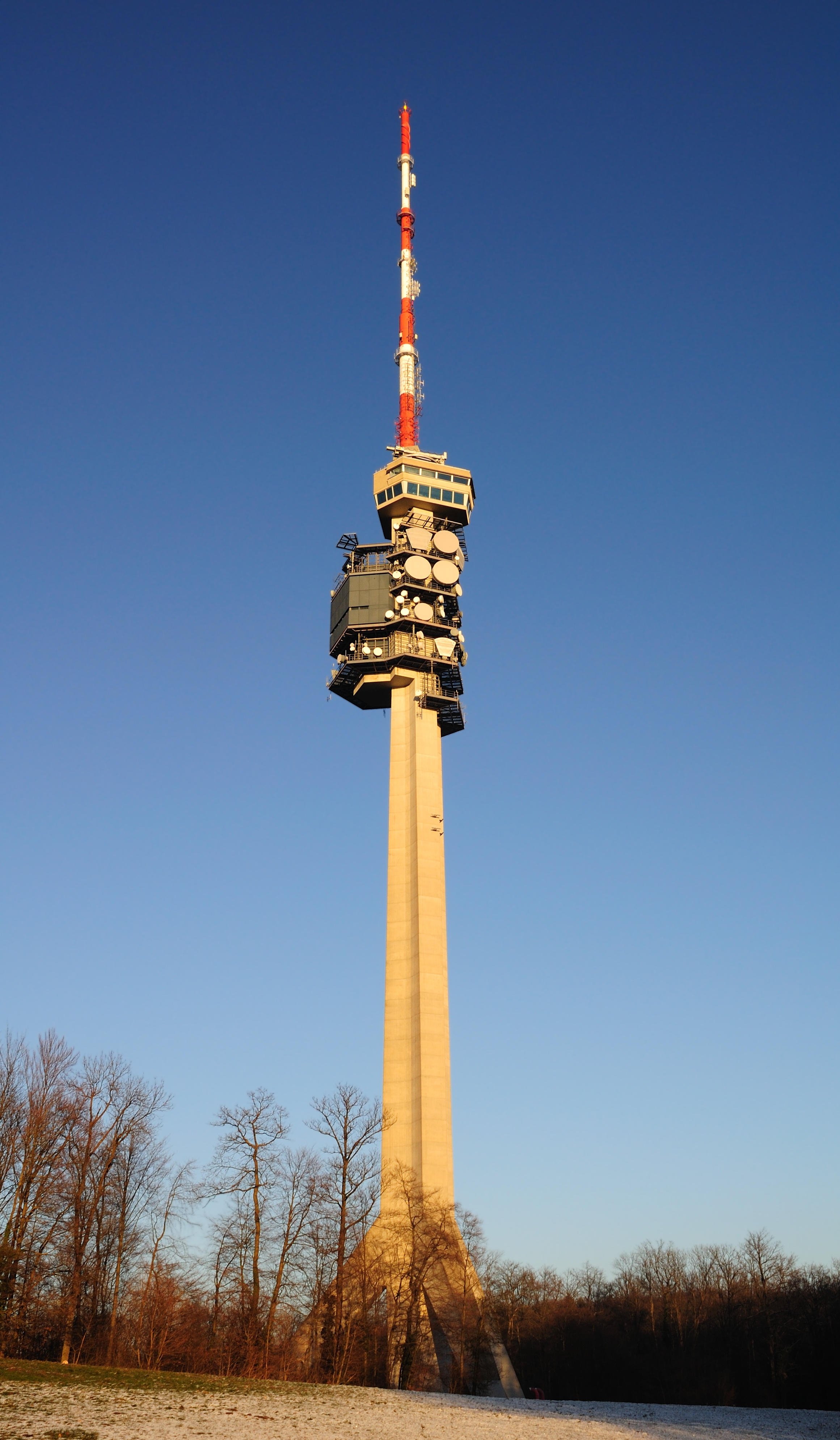
محطة إرسال.

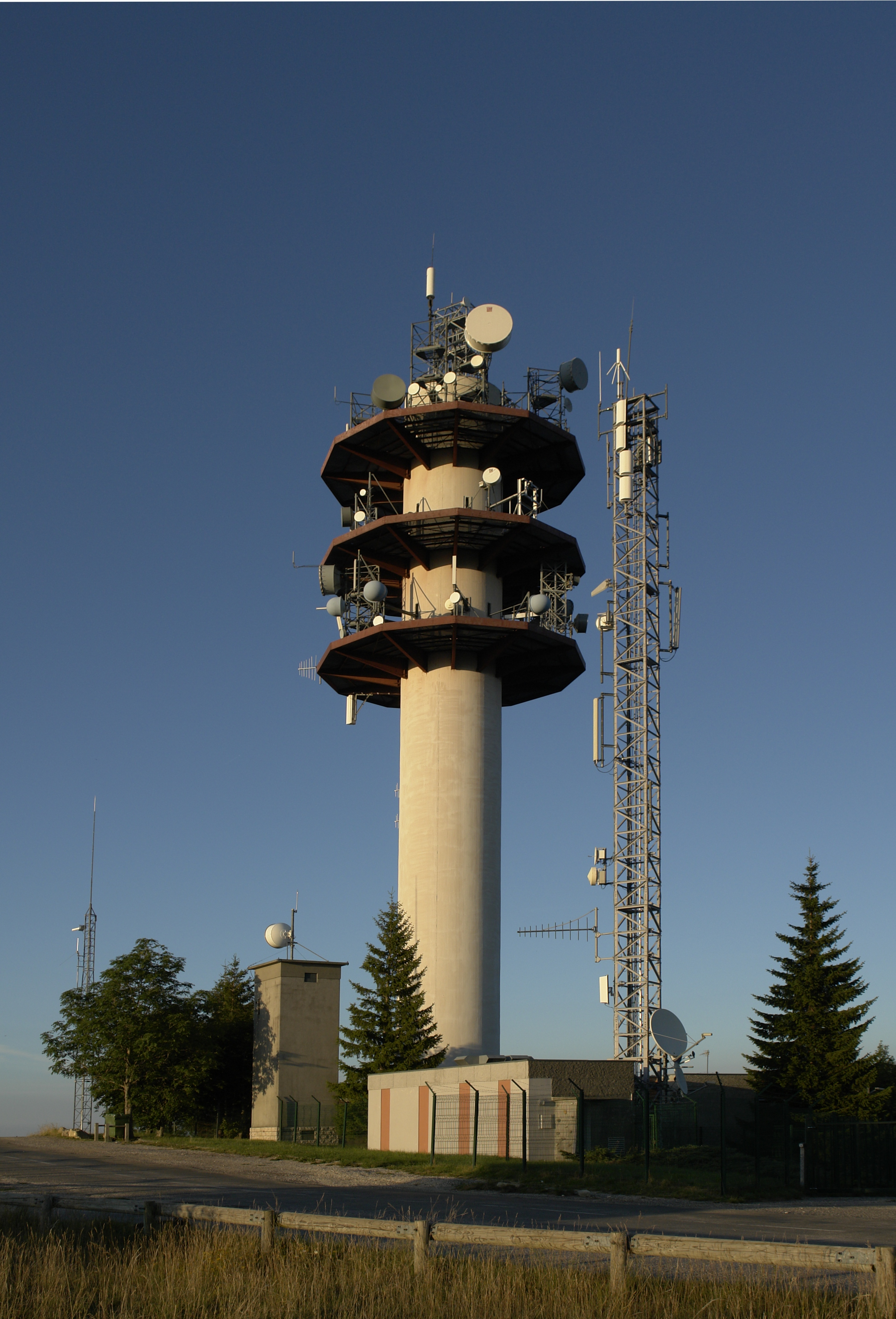
محطة إرسال.

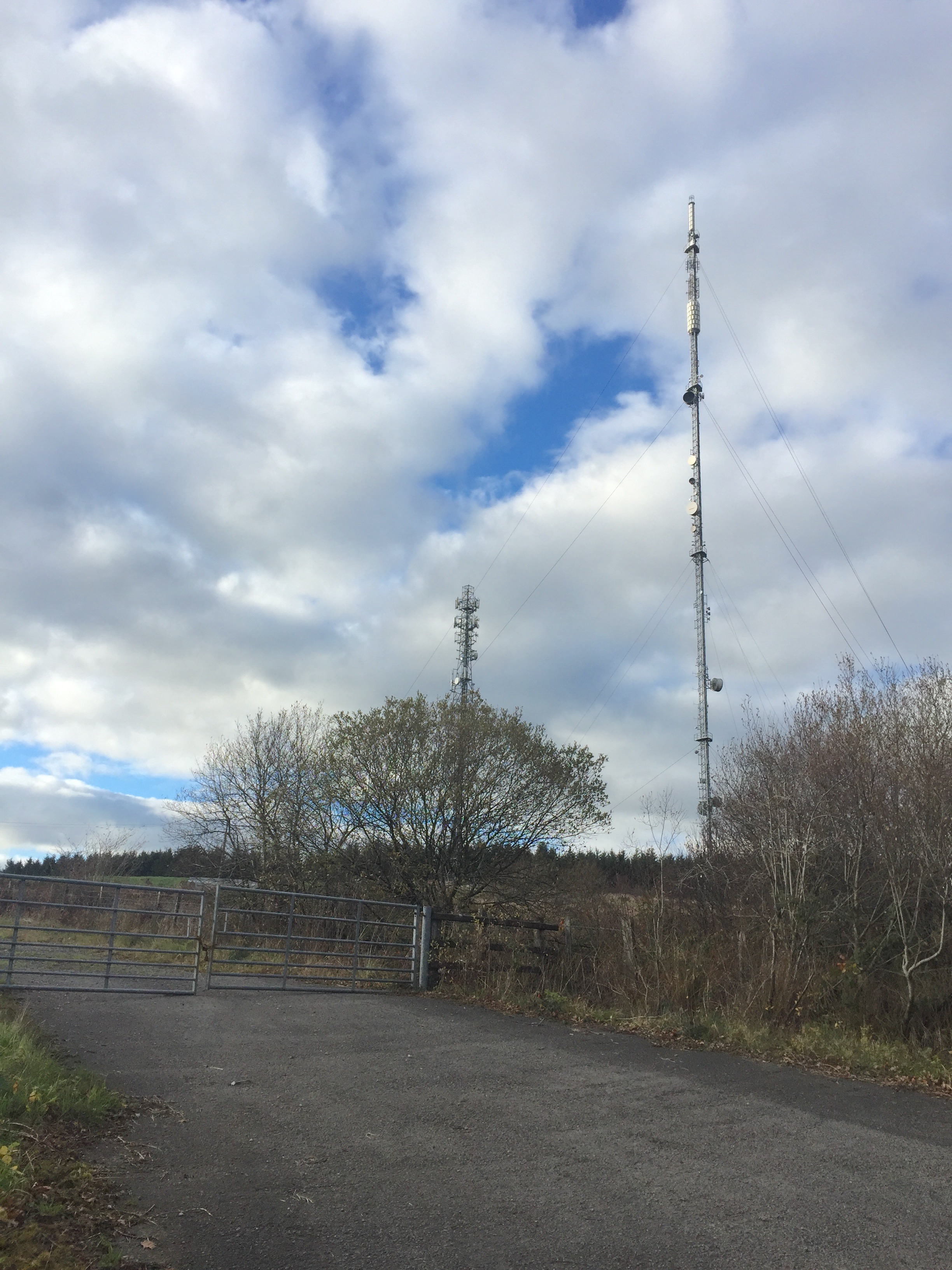
محطة إرسال.

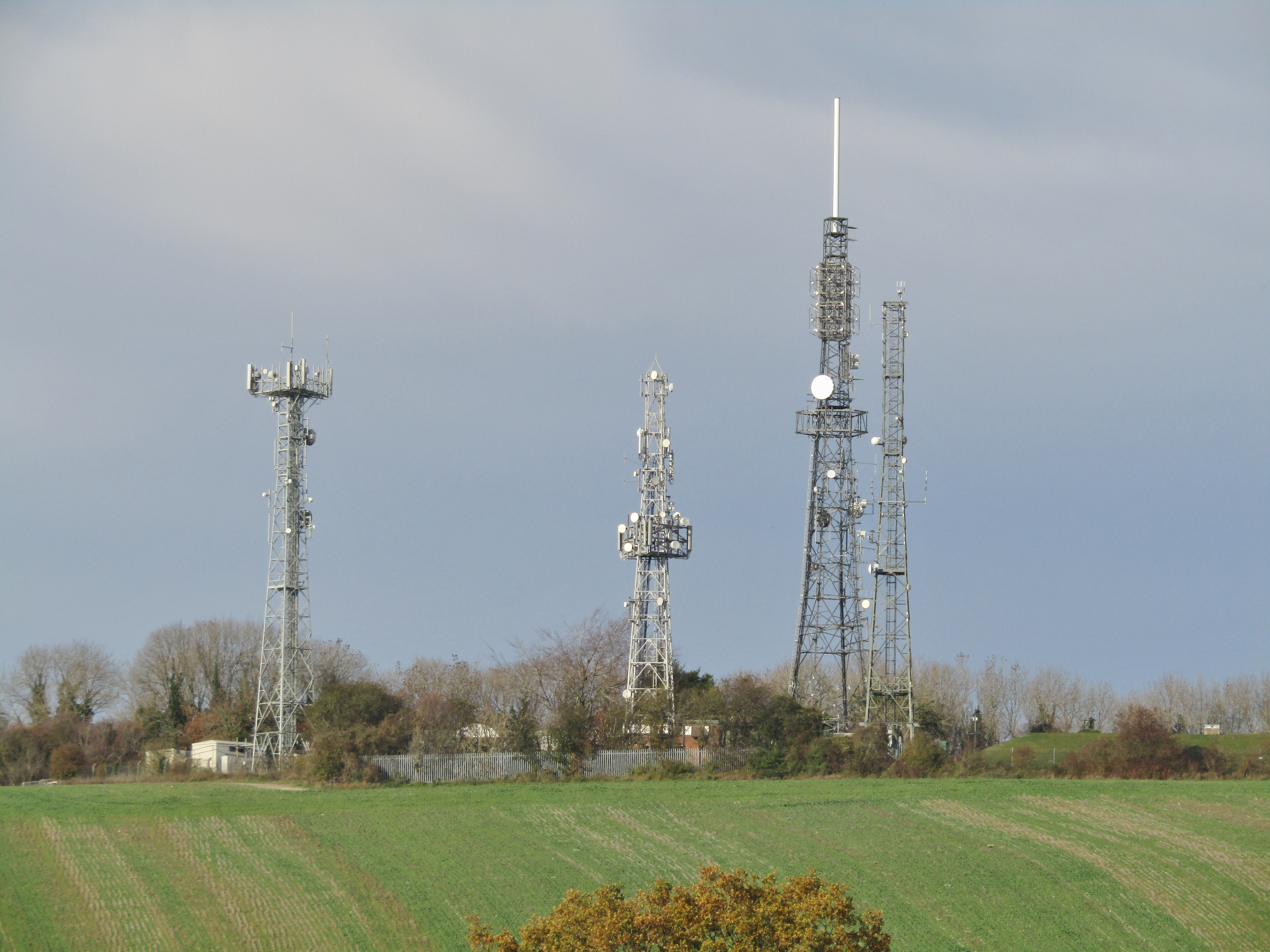
محطة إرسال.

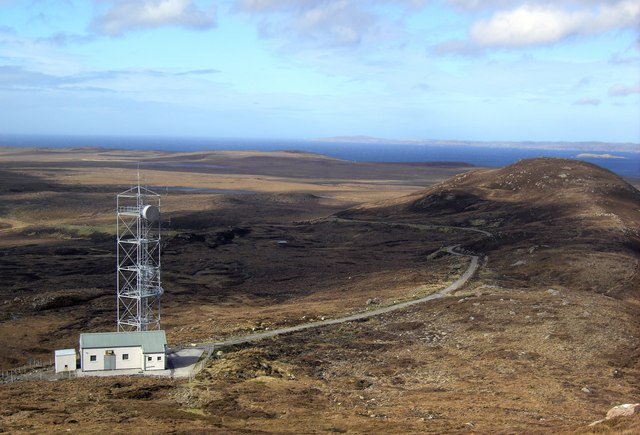
محطة إرسال.

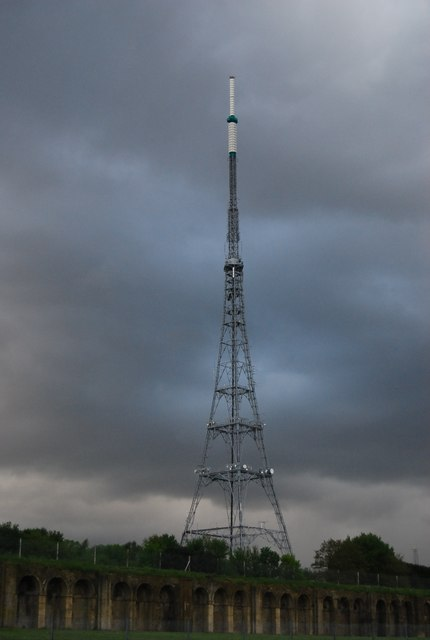
محطة إرسال.